# Rim, Črnomelj
Rim je naselje v Beli krajini. Nahaja se v občini Črnomelj ob cesti Metlika - Podzemelj - Adlešiči. Ustanovljeno je bilo leta 2007 iz dela ozemlja naselja Jankoviči. Leta 2015 je imelo 26 prebivalcev.